# Mistrzostwa Świata w Hokeju na Lodzie 2024 (elita)
Mistrzostwa Świata w Hokeju na Lodzie 2024 Elity – 87. edycja mistrzostw świata w hokeju na lodzie mężczyzn, po raz 23. przeprowadzona pod nazwą „Mistrzostw Świata Elity” (do 2000 r. obowiązywała nazwa „Mistrzostwa Świata Grupy A”), zorganizowana przez IIHF w dniach 10-26 maja 2024 w Czechach (po raz trzeci w historii) dla 16 najlepszych reprezentacji globu o tytuł mistrza świata. Tryumfatorami zostali Czesi (po raz siódmy w historii).

## Organizacja
Jako miasta organizatorów i obiekty wybrano: Pragę (O2 Arena) i Ostrawę (Ostravar Aréna).
Oficjalnymi maskotkami turnieju zostały króliki „Bob” oraz „Bobek”, a hymnem mistrzostw – piosenka „Hello” czeskiej wokalistki, kompozytorki, autorki tekstów i pianistki Lenki „Lenny” Filipovej (ur. 1993, córki Lenki Filipovej).

## Grupa A
Tabela
| Lp. | Zespół          | M | Pkt | Z | Zd | Pd | P | G+ | G- | +/− |
| --- | --------------- | - | --- | - | -- | -- | - | -- | -- | --- |
| 1   | Kanada          | 7 | 19  | 5 | 2  | 0  | 0 | 32 | 18 | +14 |
| 2   | Szwajcaria      | 7 | 17  | 5 | 1  | 0  | 1 | 29 | 12 | +17 |
| 3   | Czechy          | 7 | 16  | 4 | 1  | 2  | 0 | 26 | 14 | +12 |
| 4   | Finlandia       | 7 | 10  | 3 | 0  | 1  | 3 | 21 | 14 | +7  |
| 5   | Austria         | 7 | 7   | 2 | 0  | 1  | 4 | 21 | 29 | −8  |
| 6   | Norwegia        | 7 | 6   | 2 | 0  | 0  | 5 | 15 | 25 | −10 |
| 7   | Dania           | 7 | 6   | 2 | 0  | 0  | 5 | 15 | 29 | −14 |
| 8   | Wielka Brytania | 7 | 3   | 1 | 0  | 0  | 6 | 12 | 30 | −18 |

    = awans do ćwierćfinałów     = utrzymanie w elicie     = spadek do dywizji I grupy A
Wyniki
| 10 maja 2024 | Szwajcaria | 5:2 | Norwegia | O2 Arena, Praga |

| Szczegóły      | Szczegóły | Szczegóły       | Szczegóły                                                                                      | Szczegóły |
| -------------- | --- | --------------- | ---------------------------------------------------------------------------------------------- | --- |
| Godzina: 16:20 | Andrighetto (Niederreiter, Loeffel) – 11:04 Loeffel (Siegenthaler, Jäger) – 24:12 Senteler (Josi, Simion) – 28:09 Scherwey (Haas) – 33:30 Niederreiter (Ambühl, Kurashev) (PP) – 51:56 | (1:1, 3:0, 1:1) | 14:53 – Vikingstad (Thoresen, Johannesen) 58:56 – Brandsegg-Nygård (Thoresen, Zuccarello) (PP) | Widzów: 16 617 Sędzia główny: Riku Brander Christoffer Holm Sędziowie liniowi: Shane Gustafson Andreas Hofer |
| Godzina: 16:20 | 6 min. kar |                 | 6 min. kar                                                                                     | Widzów: 16 617 Sędzia główny: Riku Brander Christoffer Holm Sędziowie liniowi: Shane Gustafson Andreas Hofer |

| 10 maja 2024 | Czechy | 1:0 pk. | Finlandia | O2 Arena, Praga |

| Szczegóły      | Szczegóły                               | Szczegóły                           | Szczegóły  | Szczegóły                                                                                           |
| -------------- | --------------------------------------- | ----------------------------------- | ---------- | --------------------------------------------------------------------------------------------------- |
| Godzina: 20:20 | Kaše (PS) – 65:00 Červenka (PS) – 65:00 | (0:0, 0:0, 0:0) (OT: 0:0) (SO: 1:0) |            | Widzów: 17 413 Sędzia główny: Andris Ansons Mikael Holm Sędziowie liniowi: Nick Briganti Oto Durmis |
| Godzina: 20:20 | 8 min. kar                              |                                     | 6 min. kar | Widzów: 17 413 Sędzia główny: Andris Ansons Mikael Holm Sędziowie liniowi: Nick Briganti Oto Durmis |

| 11 maja 2024 | Wielka Brytania | 2:4 | Kanada | O2 Arena, Praga |

| Szczegóły      | Szczegóły                                                           | Szczegóły       | Szczegóły | Szczegóły |
| -------------- | ------------------------------------------------------------------- | --------------- | --- | --- |
| Godzina: 12:20 | Kirk (Mosey, Lake) (PP) – 07:47 O’Connor (Kirk, Betteridge) – 48:49 | (1:1, 0:3, 1:0) | 08:17 – Bunting (Byram) 25:45 – Hagel (Zellweger, Dubois) 31:39 – Bedard (Bunting, Zellweger) 35:29 – Bedard (Paul, Guhle) | Widzów: 16 935 Sędzia główny: Christoffer Holm Kristian Vikman Sędziowie liniowi: Shane Gustafson Anders Nyqvist |
| Godzina: 12:20 | 8 min. kar                                                          |                 | 4 min. kar | Widzów: 16 935 Sędzia główny: Christoffer Holm Kristian Vikman Sędziowie liniowi: Shane Gustafson Anders Nyqvist |

| 11 maja 2024 | Austria | 1:5 | Dania | O2 Arena, Praga |

| Szczegóły      | Szczegóły                       | Szczegóły       | Szczegóły | Szczegóły                                                                                              |
| -------------- | ------------------------------- | --------------- | --- | --- |
| Godzina: 16:20 | Ganahl (Haudum, Rohrer) – 19:35 | (1:2, 0:1, 0:2) | 13:19 – M. Lauridsen (Blichfeld, Russell) 16:11 – Storm (SH) 38:54 – Blichfield (Wejse, O. Lauridsen) 53:44 – Scheel (Bruggisser, N. Jensen) 58:57 – Blichfield (Aagaard, Russell) (PP) | Widzów: 15 719 Sędzia główny: Mikael Holm André Schrader Sędziowie liniowi: Nick Briganti Daniel Hynek |
| Godzina: 16:20 | 12 min. kar                     |                 | 6 min. kar | Widzów: 15 719 Sędzia główny: Mikael Holm André Schrader Sędziowie liniowi: Nick Briganti Daniel Hynek |

| 11 maja 2024 | Norwegia | 3:6 | Czechy | O2 Arena, Praga |

| Szczegóły      | Szczegóły | Szczegóły       | Szczegóły | Szczegóły                                                                                   |
| -------------- | --- | --------------- | --- | ------------------------------------------------------------------------------------------- |
| Godzina: 20:20 | Solberg (Thoresen, Zuccarello) – 06:37 Steen (Trettenes) (SH) – 12:10 E. Salsten (Solberg, Zuccarello) – 16:32 | (3:2, 0:1, 0:3) | 06:06 – Červenka (Kundrátek, Kaše) 17:12 – Červenka (Sedlák, Kaše) 35:54 – Beránek (Kempný) 45:19 – Stránský (Krejčík, Kämpf) 56:59 – Hájek (Palát) 59:06 – Palát (Kämpf, Voženílek) (EN) | Sędzia główny: Tomáš Hronský Sean MacFarlane Sędziowie liniowi: Tim Heffner Ludvig Lundgren |
| Godzina: 20:20 | 16 min. kar |                 | 10 min. kar | Sędzia główny: Tomáš Hronský Sean MacFarlane Sędziowie liniowi: Tim Heffner Ludvig Lundgren |

| 12 maja 2024 | Finlandia | 8:0 | Wielka Brytania | O2 Arena, Praga |

| Szczegóły      | Szczegóły | Szczegóły       | Szczegóły   | Szczegóły                                                                                             |
| -------------- | --- | --------------- | ----------- | --- |
| Godzina: 12:20 | Kapanen (Kaski) – 16:14 Puljujärvi (Kaski, Oksanen) – 21:15 Innala (Granlund, Pakarinen) (PP) – 24:52 Riikola (Puljujärvi, Oksanen) – 32:49 Kapanen (Puljujärvi, Granlund) – 36:01 Määttä (Granlund) – 38:45 Lehtonen (Helenius, Granlund) – 46:39 Kapanen (Määttä, Oksanen) – 52:57 | (1:0, 5:0, 2:0) |             | Widzów: 15 433 Sędzia główny: Andris Ansons Mikael Holm Sędziowie liniowi: Oto Durmis Ludvig Lundgren |
| Godzina: 12:20 | 4 min. kar |                 | 10 min. kar | Widzów: 15 433 Sędzia główny: Andris Ansons Mikael Holm Sędziowie liniowi: Oto Durmis Ludvig Lundgren |

| 12 maja 2024 | Dania | 1:5 | Kanada | O2 Arena, Praga |

| Szczegóły      | Szczegóły                      | Szczegóły       | Szczegóły | Szczegóły                                                                                             |
| -------------- | ------------------------------ | --------------- | --- | --- |
| Godzina: 16:20 | Wejse (Storm, Poulsen) – 26:15 | (0:2, 1:0, 0:3) | 02:24 – Bedard (Bunting, Guhle) 15:25 – Cozens (Tavares, Byram) (PP) 41:52 – Bedard (Guenther) 58:00 – Mercer (McBain, Tanev) (EN) 59:39 – Dubois (Bedard, Zellweger) (PP) | Widzów: 16 015 Sędzia główny: Riku Brander Tomáš Hronský Sędziowie liniowi: Tim Heffner Andreas Hofer |
| Godzina: 16:20 | 12 min. kar                    |                 | 12 min. kar | Widzów: 16 015 Sędzia główny: Riku Brander Tomáš Hronský Sędziowie liniowi: Tim Heffner Andreas Hofer |

| 12 maja 2024 | Austria | 5:6 | Szwajcaria | O2 Arena, Praga |

| Szczegóły      | Szczegóły | Szczegóły       | Szczegóły | Szczegóły |
| -------------- | --- | --------------- | --- | --- |
| Godzina: 20:20 | Unterweger (Rossi) – 04:15 Huber (Rohrer) – 14:33 Haudum (Zwerger, Unterweger) (PP) – 21:48 Haudum (Unterweger, Huber) (PP) – 34:45 Baumgartner (Maier, Strong) – 52:17 | (2:1, 2:3, 1:2) | 15:48 – Josi (Loeffel, Ambühl) (PP2) 22:26 – Hischier (Josi, Loeffel) 29:30 – Josi (Ambühl, Hischier) (PP2) 29:43 – Jäger (Andrighetto, Kukan) (PP) 40:43 – Hischier (Kurashev, Niederreiter) (PP) 59:09 – Hischier (Josi, Ambühl) (PP) | Widzów: 13 512 Sędzia główny: Sean MacFarlane Kristian Vikman Sędziowie liniowi: Shane Gustafson Anders Nyqvist |
| Godzina: 20:20 | 12 min. kar |                 | 6 min. kar | Widzów: 13 512 Sędzia główny: Sean MacFarlane Kristian Vikman Sędziowie liniowi: Shane Gustafson Anders Nyqvist |

| 13 maja 2024 | Norwegia | 1:4 | Finlandia | O2 Arena, Praga |

| Szczegóły      | Szczegóły                     | Szczegóły       | Szczegóły | Szczegóły |
| -------------- | ----------------------------- | --------------- | --- | --- |
| Godzina: 16:20 | Krogdahl (Johannesen) – 38:47 | (0:2, 1:2, 0:0) | 06:49 – Kapanen (Kaski) (PP) 17:56 – Hyry (Kaski, Innala) 20:27 – Hyry (Jääskä, Innala) 30:59 – Kapanen (Oksanen) | Widzów: 16 127 Sędzia główny: Christoffer Holm Tomáš Hronský Sędziowie liniowi: Daniel Hynek Ludvig Lundgren |
| Godzina: 16:20 | 10 min. kar                   |                 | 4 min. kar | Widzów: 16 127 Sędzia główny: Christoffer Holm Tomáš Hronský Sędziowie liniowi: Daniel Hynek Ludvig Lundgren |

| 13 maja 2024 | Szwajcaria | 2:1 pk. | Czechy | O2 Arena, Praga |

| Szczegóły      | Szczegóły                                                                   | Szczegóły                           | Szczegóły                                                      | Szczegóły                                                                                               |
| -------------- | --------------------------------------------------------------------------- | ----------------------------------- | -------------------------------------------------------------- | --- |
| Godzina: 20:20 | Fiala (Hischier, Josi) (PP) – 13:36 Kaše (PS) – 65:00 Červenka (PS) – 65:00 | (1:0, 0:1, 0:0) (OT: 0:0) (SO: 1:0) | 35:57 – Stránský (Špaček, Červenka) (PP) 65:00 – Stránský (PS) | Widzów: 17 413 Sędzia główny: Andris Ansons André Schrader Sędziowie liniowi: Oto Durmis Anders Nyqvist |
| Godzina: 20:20 | 10 min. kar                                                                 |                                     | 12 min. kar                                                    | Widzów: 17 413 Sędzia główny: Andris Ansons André Schrader Sędziowie liniowi: Oto Durmis Anders Nyqvist |

| 14 maja 2024 | Dania | 0:2 | Norwegia | O2 Arena, Praga |

| Szczegóły      | Szczegóły  | Szczegóły       | Szczegóły                                                            | Szczegóły |
| -------------- | ---------- | --------------- | -------------------------------------------------------------------- | --- |
| Godzina: 16:20 |            | (0:0, 0:1, 0:1) | 27:45 – Brandsegg-Nygård (Zuccarello, Thoresen) 59:49 – Salsten (EN) | Widzów: 10 011 Sędzia główny: Mikko Kaukokari Sean MacFarlane Sędziowie liniowi: Kevin Briganti Shane Gustafson |
| Godzina: 16:20 | 4 min. kar |                 | 6 min. kar                                                           | Widzów: 10 011 Sędzia główny: Mikko Kaukokari Sean MacFarlane Sędziowie liniowi: Kevin Briganti Shane Gustafson |

| 14 maja 2024 | Kanada | 7:6 pd. | Austria | O2 Arena, Praga |

| Szczegóły      | Szczegóły | Szczegóły                 | Szczegóły | Szczegóły                                                                                               |
| -------------- | --- | ------------------------- | --- | --- |
| Godzina: 20:20 | Cozens (Mangiapane, Guhle) – 06:34 Guhle (Tavares, Hagel) – 09:21 Byram (Zellweger) – 13:29 McCann (Bunting) – 22:57 Bedard (Guenther, Parayko) – 29:32 Dubois (Hagel, Power) – 37:56 Tavares (Dubois, Parayko) – 60:15 | (3:1, 3:0, 0:5) (OT: 1:0) | 10:11 – Nissner (M. Huber, Raffl) 43:14 – Baumgartner (Schneider) 44:08 – Schneider (Zwerger, Wolf) 50:41 – Zwerger (Nickl) 55:56 – Schneider (Zwerger, Rossi) 59:11 – Rossi (EA) | Widzów: 14 704 Sędzia główny: Andris Ansons Lassi Heikkinen Sędziowie liniowi: Daniel Hynek Dāvis Zunde |
| Godzina: 20:20 | 4 min. kar |                           | 4 min. kar | Widzów: 14 704 Sędzia główny: Andris Ansons Lassi Heikkinen Sędziowie liniowi: Daniel Hynek Dāvis Zunde |

| 15 maja 2024 | Czechy | 7:4 | Dania | O2 Arena, Praga |

| Szczegóły      | Szczegóły | Szczegóły       | Szczegóły | Szczegóły                                                                                                   |
| -------------- | --- | --------------- | --- | --- |
| Godzina: 16:20 | Rutta (Kämpf) – 19:52 Flek (Kondelík, Voženílek) – 22:50 Sedlák (Kaše, Červenka) – 24:29 Kundrátek (Tomášek, Krejčík) – 46:16 Kubalík (Tomášek, Palát) – 51:10 Stránský (Kämpf, Voženílek) – 51:30 Palát (Kempný) – 53:08 | (1:1, 2:1, 4:2) | 18:54 – Wejse (Blichfeld, Bruggisser) (PP) 39:36 – Russell (N. Jensen, Bruggisser) 44:43 – Mølgaard (Lauridsen, Lassen) 51:51 – From (Scheel, Wejse) | Widzów: 17 413 Sędzia główny: Tomáš Hronský André Schrader Sędziowie liniowi: Kevin Briganti Anders Nyqvist |
| Godzina: 16:20 | 6 min. kar |                 | 6 min. kar | Widzów: 17 413 Sędzia główny: Tomáš Hronský André Schrader Sędziowie liniowi: Kevin Briganti Anders Nyqvist |

| 15 maja 2024 | Szwajcaria | 3:0 | Wielka Brytania | O2 Arena, Praga |

| Szczegóły      | Szczegóły                                                                                                   | Szczegóły       | Szczegóły   | Szczegóły                                                                                                  |
| -------------- | --- | --------------- | ----------- | --- |
| Godzina: 20:20 | Hischier (Josi, Fiala) – 03:48 Kukan (Siegenthaler, Herzog) – 13:36 Niederreiter (Fiala, Josi) (PP) – 38:36 | (2:0, 1:0, 0:0) |             | Widzów: 15 239 Sędzia główny: Andris Ansons Lassi Heikkinen Sędziowie liniowi: Tim Heffner Ludvig Lundgren |
| Godzina: 20:20 | 10 min. kar                                                                                                 |                 | 10 min. kar | Widzów: 15 239 Sędzia główny: Andris Ansons Lassi Heikkinen Sędziowie liniowi: Tim Heffner Ludvig Lundgren |

| 16 maja 2024 | Finlandia | 2:3 | Austria | O2 Arena, Praga |

| Szczegóły      | Szczegóły                                                                   | Szczegóły       | Szczegóły                                                                                                | Szczegóły |
| -------------- | --------------------------------------------------------------------------- | --------------- | --- | --- |
| Godzina: 16:20 | Mäenalanen (Pakarinen, Vittasmäki) – 02:51 Kapanen (Riikola, Kaski) – 08:06 | (2:0, 0:1, 0:2) | 23:36 – M. Huber (Raffl, Nissner) 49:51 – Nickl (Nissner, M. Huber) 59:59 – Baumgartner (Haudum, Ganahl) | Widzów: 15 387 Sędzia główny: Tobias Björk Michael Tscherrig Sędziowie liniowi: Tarrington Wyonzek Dāvis Zunde |
| Godzina: 16:20 | 6 min. kar                                                                  |                 | 6 min. kar                                                                                               | Widzów: 15 387 Sędzia główny: Tobias Björk Michael Tscherrig Sędziowie liniowi: Tarrington Wyonzek Dāvis Zunde |

| 16 maja 2024 | Kanada | 4:1 | Norwegia | O2 Arena, Praga |

| Szczegóły      | Szczegóły | Szczegóły       | Szczegóły                           | Szczegóły |
| -------------- | --- | --------------- | ----------------------------------- | --- |
| Godzina: 20:20 | Tanev (Guhle, McBain) – 11:50 Mangiapane (Byram, Oleksiak) – 22:16 Cozens (SH) – 46:37 McCann (Daws) (EN) – 58:30 | (1:0, 1:0, 2:1) | 42:47 – Solberg (E. Salsten, Steen) | Widzów: 16 418 Sędzia główny: Mikko Kaukokari André Schrader Sędziowie liniowi: Daniel Hynek Lauri Nikulainen |
| Godzina: 20:20 | 6 min. kar |                 | 6 min. kar                          | Widzów: 16 418 Sędzia główny: Mikko Kaukokari André Schrader Sędziowie liniowi: Daniel Hynek Lauri Nikulainen |

| 17 maja 2024 | Wielka Brytania | 3:4 | Dania | O2 Arena, Praga |

| Szczegóły      | Szczegóły                                                                                       | Szczegóły       | Szczegóły | Szczegóły |
| -------------- | ----------------------------------------------------------------------------------------------- | --------------- | --- | --- |
| Godzina: 16:20 | Kirk (Curran, Ruopp) – 05:25 Neilson (Mosey, Lake) – 10:34 Halbert (Lachowicz, Perlini) – 38:34 | (2:2, 1:1, 0:1) | 06:26 – Aagaard (Mølgaard, Olesen) 08:25 – Bruggisser (Olesen, Wejse) (PP) 21:42 – Aagaard (Olesen, Mølgaard) 52:01 – Wejse (Blichfeld, Bruggisser) (PP) | Widzów: 16 277 Sędzia główny: Tobias Björk Sean MacFarlane Sędziowie liniowi: Kevin Briganti Tarrington Wyonzek |
| Godzina: 16:20 | 14 min. kar                                                                                     |                 | 12 min. kar | Widzów: 16 277 Sędzia główny: Tobias Björk Sean MacFarlane Sędziowie liniowi: Kevin Briganti Tarrington Wyonzek |

| 17 maja 2024 | Czechy | 4:0 | Austria | O2 Arena, Praga |

| Szczegóły      | Szczegóły | Szczegóły       | Szczegóły  | Szczegóły |
| -------------- | --- | --------------- | ---------- | --- |
| Godzina: 20:20 | Kaše (PS) – 19:32 Kubalík (Tomášek, Špaček) (PP) – 35:49 Flek (Stránský) (PP) – 36:53 Tomášek (Palát, Kubalík) – 41:31 | (1:0, 2:0, 1:0) |            | Widzów: 17 413 Sędzia główny: Lassi Heikkinen Mikko Kaukokari Sędziowie liniowi: Tim Heffner Lauri Nikulainen |
| Godzina: 20:20 | 6 min. kar |                 | 6 min. kar | Widzów: 17 413 Sędzia główny: Lassi Heikkinen Mikko Kaukokari Sędziowie liniowi: Tim Heffner Lauri Nikulainen |

| 18 maja 2024 | Dania | 0:8 | Szwajcaria | O2 Arena, Praga |

| Szczegóły      | Szczegóły   | Szczegóły       | Szczegóły | Szczegóły                                                                                                   |
| -------------- | ----------- | --------------- | --- | --- |
| Godzina: 12:20 |             | (0:2, 0:3, 0:3) | 04:10 – Hischier (Fiala, Josi) 17:15 – Josi 20:39 – Fiala (Ambühl, Hischier) (PP) 23:58 – Fiala (Hischier) 33:43 – Senteler (Simion) 42:49 – Thürkauf (SH) 45:26 – Bertschy (Scherwey, Thurkauf) 54:18 – Scherwey (Bertschy, Kukan) | Widzów: 17 225 Sędzia główny: Jan Hribik Mikko Kaukokari Sędziowie liniowi: Daniel Hynek Tarrington Wyonzek |
| Godzina: 12:20 | 10 min. kar |                 | 4 min. kar | Widzów: 17 225 Sędzia główny: Jan Hribik Mikko Kaukokari Sędziowie liniowi: Daniel Hynek Tarrington Wyonzek |

| 18 maja 2024 | Kanada | 5:3 | Finlandia | O2 Arena, Praga |

| Szczegóły      | Szczegóły | Szczegóły       | Szczegóły | Szczegóły                                                                                                  |
| -------------- | --- | --------------- | --- | --- |
| Godzina: 16:20 | Cozens (Mangiapane, Power) – 14:53 Tanev (Tavares) – 16:30 Power (Cozens, Parayko) – 37:12 Hagel (Tavares, Dubois) – 51:32 Mercer (Power) (EN) – 59:39 | (2:2, 1:1, 2:0) | 01:35 – Puljujärvi (Rissanen, Innala) 03:51 – Puustinen (Hyry, Saarijärvi) (PP) 36:07 – Puljujärvi (Vittasmäki, Mäenalanen) | Widzów: 17 303 Sędzia główny: Sean MacFarlane André Schrader Sędziowie liniowi: Emil Yletyinen Dāvis Zunde |
| Godzina: 16:20 | 31 min. kar |                 | 8 min. kar | Widzów: 17 303 Sędzia główny: Sean MacFarlane André Schrader Sędziowie liniowi: Emil Yletyinen Dāvis Zunde |

| 18 maja 2024 | Czechy | 4:1 | Wielka Brytania | O2 Arena, Praga |

| Szczegóły      | Szczegóły | Szczegóły       | Szczegóły                           | Szczegóły                                                                                                   |
| -------------- | --- | --------------- | ----------------------------------- | --- |
| Godzina: 20:20 | Sedlák (Červenka, Krejčík) – 02:18 Krejčík (Gudas, Červenka) – 04:46 Sedlák (Červenka, Kaše) – 20:36 Kaše (Sedlák, Červenka) (PP) – 32:15 | (2:0, 2:1, 0:0) | 22:17 – Mosey (Kirk, O’Connor) (PP) | Widzów: 17 413 Sędzia główny: Mark Pearce Michael Tscherrig Sędziowie liniowi: Dario Fuchs Lauri Nikulainen |
| Godzina: 20:20 | 10 min. kar |                 | 4 min. kar                          | Widzów: 17 413 Sędzia główny: Mark Pearce Michael Tscherrig Sędziowie liniowi: Dario Fuchs Lauri Nikulainen |

| 19 maja 2024 | Norwegia | 1:4 | Austria | O2 Arena, Praga |

| Szczegóły      | Szczegóły                       | Szczegóły       | Szczegóły | Szczegóły                                                                                                  |
| -------------- | ------------------------------- | --------------- | --- | --- |
| Godzina: 16:20 | Engebråten (Zuccarello) – 53:04 | (0:0, 0:3, 1:1) | 28:14 – Schneider (Heinrich, Rossi) 28:54 – Zwerger (Schneider, Rossi) 33:53 – Schneider (Rossi, Brunner) (EA) 57:24 – M. Huber (Zwerger) (EN) | Widzów: 16 565 Sędzia główny: Tobias Björk Michael Tscherrig Sędziowie liniowi: Dario Fuchs Emil Yletyinen |
| Godzina: 16:20 | 12 min. kar                     |                 | 10 min. kar | Widzów: 16 565 Sędzia główny: Tobias Björk Michael Tscherrig Sędziowie liniowi: Dario Fuchs Emil Yletyinen |

| 19 maja 2024 | Szwajcaria | 2:3 | Kanada | O2 Arena, Praga |

| Szczegóły      | Szczegóły                                                            | Szczegóły       | Szczegóły | Szczegóły                                                                                                   |
| -------------- | -------------------------------------------------------------------- | --------------- | --- | --- |
| Godzina: 20:20 | Fiala (Hischier, Josi) (PP) – 11:15 Loeffel (Thürkauf, Fora) – 25:03 | (1:1, 1:2, 0:0) | 01:42 – Cozens (Tavares, Mangiapane) (PP) 28:46 – Cozens (Mangiapane, Tavares) (PP) 30:39 – Paul (Mangiapane, Cozens) (PP) | Widzów: 17 268 Sędzia główny: Lassi Heikkinen Jan Hribik Sędziowie liniowi: Kevin Briganti Lauri Nikulainen |
| Godzina: 20:20 | 31 min. kar                                                          |                 | 12 min. kar | Widzów: 17 268 Sędzia główny: Lassi Heikkinen Jan Hribik Sędziowie liniowi: Kevin Briganti Lauri Nikulainen |

| 20 maja 2024 | Wielka Brytania | 2:5 | Norwegia | O2 Arena, Praga |

| Szczegóły      | Szczegóły                                                              | Szczegóły       | Szczegóły | Szczegóły                                                                                           |
| -------------- | ---------------------------------------------------------------------- | --------------- | --- | --------------------------------------------------------------------------------------------------- |
| Godzina: 16:20 | Perlini (Dowd, O’Connor) (PP) – 24:56 Betteridge (Lake, Mosey) – 47:25 | (0:3, 1:1, 1:1) | 04:34 – Vikingstad (Krogdahl, Engebråten) 06:46 – Thoresen 12:25 – Olsen (Steen, Brandsegg-Nygård) 21:18 – Brandsegg-Nygård (Thoresen, Zuccarello) (PP) 44:36 – Olsen (Brandsegg-Nygård) | Widzów: 13 679 Sędzia główny: Martin Fraňo Mark Pearce Sędziowie liniowi: Jiří Ondráček Dāvis Zunde |
| Godzina: 16:20 | 12 min. kar                                                            |                 | 6 min. kar | Widzów: 13 679 Sędzia główny: Martin Fraňo Mark Pearce Sędziowie liniowi: Jiří Ondráček Dāvis Zunde |

| 20 maja 2024 | Finlandia | 3:1 | Dania | O2 Arena, Praga |

| Szczegóły      | Szczegóły                                                                  | Szczegóły       | Szczegóły                             | Szczegóły                                                                                                  |
| -------------- | -------------------------------------------------------------------------- | --------------- | ------------------------------------- | --- |
| Godzina: 20:20 | Björninen (Mattila, Määttä) – 43:26 Rissanen – 45:03 Jormakka (EN) – 59:07 | (0:0, 0:0, 3:1) | 58:16 – True (Mølgaard, Russell) (EA) | Widzów: 16 251 Sędzia główny: Michael Campbell Michael Tscherrig Sędziowie liniowi: Dario Fuchs Josef Špůr |
| Godzina: 20:20 | 4 min. kar                                                                 |                 | 8 min. kar                            | Widzów: 16 251 Sędzia główny: Michael Campbell Michael Tscherrig Sędziowie liniowi: Dario Fuchs Josef Špůr |

| 21 maja 2024 | Austria | 2:4 | Wielka Brytania | O2 Arena, Praga |

| Szczegóły      | Szczegóły                                                                         | Szczegóły       | Szczegóły | Szczegóły                                                                                        |
| -------------- | --------------------------------------------------------------------------------- | --------------- | --- | ------------------------------------------------------------------------------------------------ |
| Godzina: 12:20 | Unterweger (Zwerger, Haudum) (PP) – 22:40 M. Huber (Haudum, Zwerger) (PP) – 59:15 | (0:0, 1:1, 1:3) | 27:44 – O’Connor (Lake) (PP2) 41:59 – Perlini (Dowd, O’Connor) (PP) 50:25 – Mosey (Duggan, Tetlow) 55:31 – Dowd (Perlini) (EN) | Widzów: 16 306 Sędzia główny: Jan Hribik Mark Pearce Sędziowie liniowi: Jiří Ondráček Josef Špůr |
| Godzina: 12:20 | 8 min. kar                                                                        |                 | 10 min. kar | Widzów: 16 306 Sędzia główny: Jan Hribik Mark Pearce Sędziowie liniowi: Jiří Ondráček Josef Špůr |

| 21 maja 2024 | Kanada | 4:3 | Czechy | O2 Arena, Praga |

| Szczegóły      | Szczegóły | Szczegóły                 | Szczegóły | Szczegóły                                                                                                   |
| -------------- | --- | ------------------------- | --- | --- |
| Godzina: 16:20 | Cozens (Power, Paul) (PP) – 41:01 Mercer (Severson) – 51:01 Hagel (Tavares, Dubois) – 55:42 Cozens (SH) – 63:13 | (0:0, 0:0, 3:3) (OT: 1–0) | 49:11 – Kubalík (Nečas, Sedlák) (PP) 56:56 – Palát (Špaček, Červenka) (PP, EA) 58:11 – Červenka (Nečas, Špaček) (EA) | Widzów: 17 314 Sędzia główny: Tobias Björk Mikko Kaukokari Sędziowie liniowi: Kevin Briganti Emil Yletyinen |
| Godzina: 16:20 | 8 min. kar |                           | 4 min. kar | Widzów: 17 314 Sędzia główny: Tobias Björk Mikko Kaukokari Sędziowie liniowi: Kevin Briganti Emil Yletyinen |

| 21 maja 2024 | Finlandia | 1:3 | Szwajcaria | O2 Arena, Praga |

| Szczegóły      | Szczegóły                                | Szczegóły       | Szczegóły                                                                                  | Szczegóły |
| -------------- | ---------------------------------------- | --------------- | ------------------------------------------------------------------------------------------ | --- |
| Godzina: 20:20 | Innala (Granlund, Lehtonen) (PP) – 37:51 | (0:0, 1:2, 0:1) | 25:14 – Fiala (Loeffel) 27:26 – Glauser (Niederreiter, Fiala) 56:33 – Fiala (Niederreiter) | Widzów: 17 118 Sędzia główny: Michael Campbell Martin Fraňo Sędziowie liniowi: Tarrington Wyonzek Dāvis Zunde |
| Godzina: 20:20 | 29 min. kar                              |                 | 4 min. kar                                                                                 | Widzów: 17 118 Sędzia główny: Michael Campbell Martin Fraňo Sędziowie liniowi: Tarrington Wyonzek Dāvis Zunde |

## Grupa B
Tabela
| Lp. | Zespół            | M | Pkt | Z | Zd | Pd | P | G+ | G- | +/− |
| --- | ----------------- | - | --- | - | -- | -- | - | -- | -- | --- |
| 1   | Szwecja           | 7 | 21  | 7 | 0  | 0  | 0 | 35 | 9  | +26 |
| 2   | Stany Zjednoczone | 7 | 16  | 5 | 0  | 1  | 1 | 37 | 16 | +21 |
| 3   | Niemcy            | 7 | 15  | 5 | 0  | 0  | 2 | 34 | 24 | +10 |
| 4   | Słowacja          | 7 | 12  | 3 | 1  | 1  | 2 | 26 | 23 | +3  |
| 5   | Łotwa             | 7 | 9   | 1 | 3  | 0  | 3 | 19 | 29 | −10 |
| 6   | Kazachstan        | 7 | 6   | 2 | 0  | 0  | 5 | 12 | 31 | −19 |
| 7   | Francja           | 7 | 4   | 1 | 0  | 1  | 5 | 13 | 26 | −13 |
| 8   | Polska            | 7 | 1   | 0 | 0  | 1  | 6 | 11 | 29 | −18 |

    = awans do ćwierćfinałów     = utrzymanie w elicie     = spadek do dywizji I grupy A
Wyniki
| 10 maja 2024 | Słowacja | 4:6 | Niemcy | Ostravar Aréna, Ostrawa |

| Szczegóły      | Szczegóły | Szczegóły       | Szczegóły | Szczegóły                                                                                              |
| -------------- | --- | --------------- | --- | --- |
| Godzina: 16:20 | Hrivík (Cehlárik, Slafkovský) – 36:06 Fehérváry (Pospíšil) – 38:09 Hudáček (Slafkovský, Hrivík) – 54:13 Sukeľ (Kelemen, Regenda) – 59:45 | (0:0, 2:3, 2:3) | 29:46 – Kahun (Ehliz, Pföderl) (PP2) 32:31 – J. Müller (Michaelis, Tuomie) (PP) 39:31 – Kälble 44:27 – Michaelis (Pföderl, Ehliz) 56:02 – Pföderl (Ehliz, J. Müller) 58:55 – Eder (EN) | Widzów: 9 109 Sędzia główny: Lassi Heikkinen Mark Pearce Sędziowie liniowi: Kevin Briganti Dāvis Zunde |
| Godzina: 16:20 | 14 min. kar |                 | 8 min. kar | Widzów: 9 109 Sędzia główny: Lassi Heikkinen Mark Pearce Sędziowie liniowi: Kevin Briganti Dāvis Zunde |

| 10 maja 2024 | Szwecja | 5:2 | Stany Zjednoczone | Ostravar Aréna, Ostrawa |

| Szczegóły      | Szczegóły | Szczegóły       | Szczegóły                                                         | Szczegóły                                                                                        |
| -------------- | --- | --------------- | ----------------------------------------------------------------- | ------------------------------------------------------------------------------------------------ |
| Godzina: 20:20 | Eriksson Ek (Heed, M. Johansson) (EA) – 08:20 Raymond (Hedman, Eriksson Ek) – 23:45 M. Johansson (Holmberg, Pettersson) – 36:39 Hedman (Holmberg, Kempe) (SH) (EN) – 59:01 Eriksson Ek (Frödén) (EN) – 59:54 | (1:0, 2:1, 2:1) | 32:32 – Werenski (Jones, Boldy) 43:43 – Nelson (Gaudreau, Vlasic) | Widzów: 9 109 Sędzia główny: Martin Fraňo Jan Hribik Sędziowie liniowi: Jiří Ondráček Josef Špůr |
| Godzina: 20:20 | 6 min. kar |                 | 0 min. kar                                                        | Widzów: 9 109 Sędzia główny: Martin Fraňo Jan Hribik Sędziowie liniowi: Jiří Ondráček Josef Špůr |

| 11 maja 2024 | Francja | 1:3 | Kazachstan | Ostravar Aréna, Ostrawa |

| Szczegóły      | Szczegóły                         | Szczegóły       | Szczegóły                                                                                                  | Szczegóły                                                                                                 |
| -------------- | --------------------------------- | --------------- | --- | --- |
| Godzina: 12:20 | Cantagallo (Boudon, Rech) – 02:00 | (1:2, 0:1, 0:0) | 03:06 – Starczenko (Rimarew) 07:30 – Mukczametow (Orekczow, Sawitski) (PP) 37:47 – Sawitski (Danijar) (SH) | Widzów: 9 109 Sędzia główny: Michael Campbell Michael Tscherrig Sędziowie liniowi: Josef Špůr Dāvis Zunde |
| Godzina: 12:20 | 2 min. kar                        |                 | 4 min. kar                                                                                                 | Widzów: 9 109 Sędzia główny: Michael Campbell Michael Tscherrig Sędziowie liniowi: Josef Špůr Dāvis Zunde |

| 11 maja 2024 | Polska | 4:5 pd. | Łotwa | Ostravar Aréna, Ostrawa |

| Szczegóły      | Szczegóły | Szczegóły                 | Szczegóły | Szczegóły                                                                                             |
| -------------- | --- | ------------------------- | --- | --- |
| Godzina: 16:20 | Maciaś (Michalski) – 15:29 Wałęga (Urbanowicz, Dronia) – 28:15 Maciaś (Dziubiński) – 47:56 Bryk (Michalski) – 56:24 | (1:0, 1:1, 2:3) (OT: 0:1) | 22:18 – Mamčics (Ansons, Indrašis) 42:32 – Ābols (Daugaviņš) (SH) 52:25 – Daugaviņš (Zīle, Dzierkals) 54:54 – Ri. Bukarts (Ro. Bukarts, Batņa) 63:29 – Daugaviņš (Ābols) | Widzów: 9 109 Sędzia główny: Jan Hribik Mark Pearce Sędziowie liniowi: Dario Fuchs Tarrington Wyonzek |
| Godzina: 16:20 | 4 min. kar |                           | 8 min. kar | Widzów: 9 109 Sędzia główny: Jan Hribik Mark Pearce Sędziowie liniowi: Dario Fuchs Tarrington Wyonzek |

| 11 maja 2024 | Stany Zjednoczone | 6:1 | Niemcy | Ostravar Aréna, Ostrawa |

| Szczegóły      | Szczegóły | Szczegóły       | Szczegóły                          | Szczegóły |
| -------------- | --- | --------------- | ---------------------------------- | --- |
| Godzina: 20:20 | Tkachuk (Kesselring, Leonard) – 12:15 Kesselring (Nelson, Gaudreau) – 17:20 Gaudreau (Boldy, Caufield) (PP) – 32:23 Hughes (Caufield, Pinto) – 39:57 Zegras (Pinto) (PP) – 50:09 Eyssimont (Kunin, Jones) – 52:28 | (2:0, 2:1, 2:0) | 34:05 – Ehliz (Pföderl, Michaelis) | Widzów: 9 109 Sędzia główny: Tobias Björk Mikko Kaukokari Sędziowie liniowi: Lauri Nikulainen Emil Yletyinen |
| Godzina: 20:20 | 2 min. kar |                 | 6 min. kar                         | Widzów: 9 109 Sędzia główny: Tobias Björk Mikko Kaukokari Sędziowie liniowi: Lauri Nikulainen Emil Yletyinen |

| 12 maja 2024 | Słowacja | 6:2 | Kazachstan | Ostravar Aréna, Ostrawa |

| Szczegóły      | Szczegóły | Szczegóły       | Szczegóły                                                                          | Szczegóły                                                                                               |
| -------------- | --- | --------------- | ---------------------------------------------------------------------------------- | --- |
| Godzina: 12:20 | Pospíšil (Nemec, Slafkovský) – 11:54 Faško-Rudáš (Koch, Sukeľ) – 12:28 Sukeľ (Faško-Rudáš, Gajdoš) – 17:56 Hudáček (PS) – 28:28 Pospíšil (Hudáček, Nemec) – 41:18 Cingel (Hudáček) – 45:06 | (3:0, 1:1, 2:1) | 32:02 – Asetow (Danijar, Mukczametoe) (EA) 51:05 – Omirbekow (Mikczailis, Danijar) | Widzów: 9 109 Sędzia główny: Martin Fraňo Mikko Kaukokari Sędziowie liniowi: Kevin Briganti Dario Fuchs |
| Godzina: 12:20 | 10 min. kar |                 | 8 min. kar                                                                         | Widzów: 9 109 Sędzia główny: Martin Fraňo Mikko Kaukokari Sędziowie liniowi: Kevin Briganti Dario Fuchs |

| 12 maja 2024 | Łotwa | 3:2 pd. | Francja | Ostravar Aréna, Ostrawa |

| Szczegóły      | Szczegóły                                                                                         | Szczegóły                 | Szczegóły                                                              | Szczegóły                                                                                                 |
| -------------- | ------------------------------------------------------------------------------------------------- | ------------------------- | ---------------------------------------------------------------------- | --- |
| Godzina: 16:20 | Ābols (Freibergs, Dzierkals) – 42:59 Ro. Bukarts (Daugaviņš, Jaks) (PP) – 51:48 Daugaviņš – 64:59 | (0:1, 0:0, 2:1) (OT: 1:0) | 16:02 – Da Costa (Auvitu, Bertrand) (PP2) 56:51 – Bellemare (Da Costa) | Widzów: 8 525 Sędzia główny: Tobias Björk Lassi Heikkinen Sędziowie liniowi: Jiří Ondráček Emil Yletyinen |
| Godzina: 16:20 | 29 min. kar                                                                                       |                           | 35 min. kar                                                            | Widzów: 8 525 Sędzia główny: Tobias Björk Lassi Heikkinen Sędziowie liniowi: Jiří Ondráček Emil Yletyinen |

| 12 maja 2024 | Szwecja | 5:1 | Polska | Ostravar Aréna, Ostrawa |

| Szczegóły      | Szczegóły | Szczegóły       | Szczegóły            | Szczegóły |
| -------------- | --- | --------------- | -------------------- | --- |
| Godzina: 20:20 | M. Johansson (Hedman, Karlsson) – 03:34 Raymond (Kempe) – 06:17 Karlsson (Burakovsky, M. Johansson) – 32:31 Burakovsky (Dahlin, Olofsson) (PP) – 54:27 Karlsson (Hedman, Gustavsson) (PP) – 55:25 | (2:0, 1:0, 2:1) | 42:18 – Łyszczarczyk | Widzów: 8 425 Sędzia główny: Michael Campbell Michael Tscherrig Sędziowie liniowi: Lauri Nikulainen Tarrington Wyonzek |
| Godzina: 20:20 | 4 min. kar |                 | 10 min. kar          | Widzów: 8 425 Sędzia główny: Michael Campbell Michael Tscherrig Sędziowie liniowi: Lauri Nikulainen Tarrington Wyonzek |

| 13 maja 2024 | Stany Zjednoczone | 4:5 pd. | Słowacja | Ostravar Aréna, Ostrawa |

| Szczegóły      | Szczegóły | Szczegóły                 | Szczegóły | Szczegóły                                                                                              |
| -------------- | --- | ------------------------- | --- | --- |
| Godzina: 16:20 | Boldy (Hughes, Gaudreau) – 24:48 Pinto (Farabee, Zegras) – 44:32 Tkachuk (Pinto) – 53:56 Hughes (Sanderson) – 56:38 | (0:2, 1:2, 3:0) (OT: 0:1) | 03:17 – Kelemen (Sukeľ, Kudrna) 11:26 – Hudáček (Tatar) 27:03 – Nemec (Fehérváry, Pospíšil) 28:47 – Koch (Pospíšil, Kelemen) 63:56 – Kelemen (Nemec, Pospíšil) | Widzów: 9 109 Sędzia główny: Michael Campbell Mark Pearce Sędziowie liniowi: Josef Špůr Emil Yletyinen |
| Godzina: 16:20 | 8 min. kar |                           | 8 min. kar | Widzów: 9 109 Sędzia główny: Michael Campbell Mark Pearce Sędziowie liniowi: Josef Špůr Emil Yletyinen |

| 13 maja 2024 | Niemcy | 1:6 | Szwecja | Ostravar Aréna, Ostrawa |

| Szczegóły      | Szczegóły                          | Szczegóły       | Szczegóły | Szczegóły |
| -------------- | ---------------------------------- | --------------- | --- | --- |
| Godzina: 20:20 | Pföderl (Michaelis, Ehliz) – 47:38 | (0:3, 0:2, 1:1) | 02:54 – E. Karlsson (Frödén) 14:52 – Pettersson (Heed, Burakovsky) 19:57 – Olofsson (Dahlin, Burakovsky) (PP) 24:31 – Grundström (Dahlin, L. Johansson) 29:22 – Burakovsky (Holmberg, M. Johansson) 51:08 – Lundeström (Karlsson, Bengtsson) | Widzów: 8 309 Sędzia główny: Jan Hribik Michael Tscherrig Sędziowie liniowi: Jiří Ondráček Tarrington Wyonzek |
| Godzina: 20:20 | 14 min. kar                        |                 | 2 min. kar | Widzów: 8 309 Sędzia główny: Jan Hribik Michael Tscherrig Sędziowie liniowi: Jiří Ondráček Tarrington Wyonzek |

| 14 maja 2024 | Kazachstan | 0:2 | Łotwa | Ostravar Aréna, Ostrawa |

| Szczegóły      | Szczegóły  | Szczegóły       | Szczegóły                                | Szczegóły                                                                                                |
| -------------- | ---------- | --------------- | ---------------------------------------- | --- |
| Godzina: 16:20 |            | (0:0, 0:2, 0:0) | 31:48 – Ro. Bukarts (Batņa) 35:22 – Egle | Widzów: 7 025 Sędzia główny: Tobias Björk Kristian Vikman Sędziowie liniowi: Nick Briganti Andreas Hofer |
| Godzina: 16:20 | 2 min. kar |                 | 8 min. kar                               | Widzów: 7 025 Sędzia główny: Tobias Björk Kristian Vikman Sędziowie liniowi: Nick Briganti Andreas Hofer |

| 14 maja 2024 | Polska | 2:4 | Francja | Ostravar Aréna, Ostrawa |

| Szczegóły      | Szczegóły                                              | Szczegóły       | Szczegóły | Szczegóły                                                                                              |
| -------------- | ------------------------------------------------------ | --------------- | --- | --- |
| Godzina: 20:20 | Paś (Zygmunt, Wałęga) – 36:08 Fraszko (Wronka) – 37:39 | (0:2, 2:2, 0:0) | 08:47 – Addamo (Treille, Gallet) 11:32 – Addamo (Auvitu, K. Bozon) 24:21 – Da Costa (Chakiachvili) (PP) 27:46 – Bellemare (Da Costa, Auvitu) (PP) | Widzów: 6 797 Sędzia główny: Riku Brander Martin Fraňo Sędziowie liniowi: Dario Fuchs Lauri Nikulainen |
| Godzina: 20:20 | 8 min. kar                                             |                 | 8 min. kar | Widzów: 6 797 Sędzia główny: Riku Brander Martin Fraňo Sędziowie liniowi: Dario Fuchs Lauri Nikulainen |

| 15 maja 2024 | Niemcy | 8:1 | Łotwa | Ostravar Aréna, Ostrawa |

| Szczegóły      | Szczegóły | Szczegóły       | Szczegóły                  | Szczegóły                                                                                              |
| -------------- | --- | --------------- | -------------------------- | --- |
| Godzina: 16:20 | Kahun (Kälble, Tiffels) – 05:27 Wissmann (PP) – 18:05 Pföderl (Ehliz, J. Müller) – 20:48 Tuomie (Kastner, Ugbelike) – 22:42 Peterka (Reichel, Wissmann) (PP) – 25:37 Michaelis (Ehliz, J. Müller) (PP) – 30:54 Peterka (Stachowiak, Reichel) – 35:53 Sturm – 44:28 | (2:0, 5:1, 1:0) | 39:02 – Komuls (Dzierkals) | Widzów: 8 652 Sędzia główny: Riku Brander Michael Campbell Sędziowie liniowi: Jiří Ondráček Josef Špůr |
| Godzina: 16:20 | 6 min. kar |                 | 12 min. kar                | Widzów: 8 652 Sędzia główny: Riku Brander Michael Campbell Sędziowie liniowi: Jiří Ondráček Josef Špůr |

| 15 maja 2024 | Słowacja | 4:0 | Polska | Ostravar Aréna, Ostrawa |

| Szczegóły      | Szczegóły | Szczegóły       | Szczegóły  | Szczegóły                                                                                           |
| -------------- | --- | --------------- | ---------- | --------------------------------------------------------------------------------------------------- |
| Godzina: 20:20 | Cingel (Tatar, Koch) – 02:03 Tatar (Nemec, Hudáček) – 11:46 Cehlárik (Slafkovský) – 57:22 Cingel (Koch, Tatar) – 57:34 | (2:0, 0:0, 2:0) |            | Widzów: 9 109 Sędzia główny: Jan Hribik Mark Pearce Sędziowie liniowi: Nick Briganti Emil Yletyinen |
| Godzina: 20:20 | 6 min. kar |                 | 8 min. kar | Widzów: 9 109 Sędzia główny: Jan Hribik Mark Pearce Sędziowie liniowi: Nick Briganti Emil Yletyinen |

| 16 maja 2024 | Kazachstan | 1:3 | Szwecja | Ostravar Aréna, Ostrawa |

| Szczegóły      | Szczegóły                               | Szczegóły       | Szczegóły | Szczegóły                                                                                            |
| -------------- | --------------------------------------- | --------------- | --- | --- |
| Godzina: 16:20 | Beketajew (Rimarew, Starczenko) – 45:36 | (0:1, 0:1, 1:1) | 10:20 – M. Johansson (Burakovsky, Brodin) 35:08 – L. Johansson (Frödén, Pettersson) (SH) 41:51 – Zetterlund (Lundeström) | Widzów: 5 378 Sędzia główny: Martin Fraňo Mark Pearce Sędziowie liniowi: Nick Briganti Andreas Hofer |
| Godzina: 16:20 | 31 min. kar                             |                 | 4 min. kar | Widzów: 5 378 Sędzia główny: Martin Fraňo Mark Pearce Sędziowie liniowi: Nick Briganti Andreas Hofer |

| 16 maja 2024 | Stany Zjednoczone | 5:0 | Francja | Ostravar Aréna, Ostrawa |

| Szczegóły      | Szczegóły | Szczegóły       | Szczegóły  | Szczegóły                                                                                           |
| -------------- | --- | --------------- | ---------- | --------------------------------------------------------------------------------------------------- |
| Godzina: 20:20 | Nelson (Boldy, Jones) – 00:45 Boldy (Sanderson, Hughes) – 03:24 Boldy (Gaudreau, Nelson) – 12:30 Gaudreau (Werenski, Nelson) – 18:07 Pinto (Tkachuk) – 57:52 | (4:0, 0:0, 1:0) |            | Widzów: 5 494 Sędzia główny: Christoffer Holm Mikael Holm Sędziowie liniowi: Oto Durmis Dario Fuchs |
| Godzina: 20:20 | 0 min. kar |                 | 8 min. kar | Widzów: 5 494 Sędzia główny: Christoffer Holm Mikael Holm Sędziowie liniowi: Oto Durmis Dario Fuchs |

| 17 maja 2024 | Niemcy | 8:2 | Kazachstan | Ostravar Aréna, Ostrawa |

| Szczegóły      | Szczegóły | Szczegóły       | Szczegóły                                                                     | Szczegóły                                                                                            |
| -------------- | --- | --------------- | ----------------------------------------------------------------------------- | --- |
| Godzina: 16:20 | Szuber (Stachowiak, Peterka) – 01:02 Tuomie (Kastner, Ugbelike) – 02:24 Peterka (Stachowiak, Wissmann) – 21:11 Reichel (Pföderl) – 28:29 Kälble (Peterka, Stachowiak) – 35:17 Reichel (Peterka, Stachowiak) – 50:27 Tiffels (Sturm) (SH) – 54:14 Kastner (Ehl, Tuomie) – 58:34 | (2:1, 3:0, 3:1) | 07:59 – Starczenko (Rimarew, Paniukow) (PP) 51:52 – Koroliow (Bojko, Assetow) | Widzów: 8 479 Sędzia główny: Mikael Holm Kristian Vikman Sędziowie liniowi: Nick Briganti Josef Špůr |
| Godzina: 16:20 | 6 min. kar |                 | 2 min. kar                                                                    | Widzów: 8 479 Sędzia główny: Mikael Holm Kristian Vikman Sędziowie liniowi: Nick Briganti Josef Špůr |

| 17 maja 2024 | Polska | 1:4 | Stany Zjednoczone | Ostravar Aréna, Ostrawa |

| Szczegóły      | Szczegóły                       | Szczegóły       | Szczegóły | Szczegóły                                                                                              |
| -------------- | ------------------------------- | --------------- | --- | --- |
| Godzina: 20:20 | Pasiut (Wronka, Kolusz) – 46:22 | (0:0, 0:2, 1:2) | 30:11 – Kesselring (Tkachuk, Vlasic) 39:17 – Tkachuk (Pinto, Sanderson) 41:11 – Caufield (Tkachuk) 49:15 – Caufield (Tkachuk, Pinto) | Widzów: 8 935 Sędzia główny: Riku Brander Christoffer Holm Sędziowie liniowi: Oto Durmis Jiří Ondráček |
| Godzina: 20:20 | 2 min. kar                      |                 | 8 min. kar | Widzów: 8 935 Sędzia główny: Riku Brander Christoffer Holm Sędziowie liniowi: Oto Durmis Jiří Ondráček |

| 18 maja 2024 | Łotwa | 2:7 | Szwecja | Ostravar Aréna, Ostrawa |

| Szczegóły      | Szczegóły                                                                  | Szczegóły       | Szczegóły | Szczegóły                                                                                                 |
| -------------- | -------------------------------------------------------------------------- | --------------- | --- | --- |
| Godzina: 12:20 | Daugaviņš (Komuls, Ri. Bukarts) – 22:54 Mamčics (Dzierkals, Batņa) – 23:17 | (0:2, 2:4, 0:1) | 04:50 – Dahlin (Olofsson) 06:57 – Brodin (M. Johansson, Kempe) 32:59 – Zetterlund (Lundeström, Karlsson) 33:16 – Zetterlund 33:25 – Eriksson Ek (M. Johansson, Heed) 35:36 – Pettersson (Burakovsky, Raymond) 58:51 – M. Johansson (Holmberg, Bengtsson) (SH) | Widzów: 9 109 Sędzia główny: Michael Campbell Tomáš Hronský Sędziowie liniowi: Oto Durmis Shane Gustafson |
| Godzina: 12:20 | 18 min. kar                                                                |                 | 35 min. kar | Widzów: 9 109 Sędzia główny: Michael Campbell Tomáš Hronský Sędziowie liniowi: Oto Durmis Shane Gustafson |

| 18 maja 2024 | Niemcy | 4:2 | Polska | Ostravar Aréna, Ostrawa |

| Szczegóły      | Szczegóły | Szczegóły       | Szczegóły                                                                    | Szczegóły                                                                                                |
| -------------- | --- | --------------- | ---------------------------------------------------------------------------- | --- |
| Godzina: 16:20 | Ehl (Kastner, Tuomie) – 25:14 Peterka (PS) – 35:17 Ehliz (Pföderl, Michaelis) – 44:28 Peterka (Reichel) – 56:11 | (0:0, 2:0, 2:2) | 53:13 – Wajda (Łyszczarczyk, Dziubiński) 55:19 – Komorski (Kostek, Krężołek) | Widzów: 9 109 Sędzia główny: Mikael Holm Kristian Vikman Sędziowie liniowi: Nick Briganti Anders Nyqvist |
| Godzina: 16:20 | 4 min. kar |                 | 4 min. kar                                                                   | Widzów: 9 109 Sędzia główny: Mikael Holm Kristian Vikman Sędziowie liniowi: Nick Briganti Anders Nyqvist |

| 18 maja 2024 | Francja | 2:4 | Słowacja | Ostravar Aréna, Ostrawa |

| Szczegóły      | Szczegóły                                                   | Szczegóły       | Szczegóły | Szczegóły                                                                                                |
| -------------- | ----------------------------------------------------------- | --------------- | --- | --- |
| Godzina: 20:20 | Treille (Bozon, Auvitu) – 35:44 Chakiachvili (Rech) – 59:53 | (0:1, 1:2, 1:1) | 19:56 – Regenda (Grman, Cingel) 22:35 – Hudáček (Nemec, Slafkovský) 29:56 – Hudáček 48:24 – Grman (Tatar, Hudáček) | Widzów: 9 109 Sędzia główny: Andris Ansons Martin Fraňo Sędziowie liniowi: Andreas Hofer Ludvig Lundgren |
| Godzina: 20:20 | 8 min. kar                                                  |                 | 6 min. kar | Widzów: 9 109 Sędzia główny: Andris Ansons Martin Fraňo Sędziowie liniowi: Andreas Hofer Ludvig Lundgren |

| 19 maja 2024 | Stany Zjednoczone | 10:1 | Kazachstan | Ostravar Aréna, Ostrawa |

| Szczegóły      | Szczegóły | Szczegóły       | Szczegóły                                | Szczegóły                                                                                            |
| -------------- | --- | --------------- | ---------------------------------------- | --- |
| Godzina: 16:20 | Boldy (Nelson, Hughes) – 04:37 Tkachuk (Werenski, Gaudreau) (PP) – 07:16 Nelson (Sanderson, Boldy) – 16:50 Tkachuk (Werenski, Gaudreau) (PP) – 18:28 Brindley (Kessel, Kunin) – 21:39 Boldy (Gaudreau, Tkachuk) (PP) – 23:32 Kunin (Boldy, Werenski) – 31:04 Tkachuk (Boldy, Gaudreau) (PP) – 45:21 Hayes (Petry) – 45:42 Gaudreau (Boldy) – 50:06 | (4:0, 3:0, 3:1) | 46:57 – Omirbekow (Koroliow, Starczenko) | Widzów: 8 468 Sędzia główny: Riku Brander Tomáš Hronský Sędziowie liniowi: Oto Durmis Anders Nyqvist |
| Godzina: 16:20 | 4 min. kar |                 | 14 min. kar                              | Widzów: 8 468 Sędzia główny: Riku Brander Tomáš Hronský Sędziowie liniowi: Oto Durmis Anders Nyqvist |

| 19 maja 2024 | Słowacja | 2:3 pk. | Łotwa | Ostravar Aréna, Ostrawa |

| Szczegóły      | Szczegóły                                                                                      | Szczegóły                           | Szczegóły | Szczegóły                                                                                                  |
| -------------- | ---------------------------------------------------------------------------------------------- | ----------------------------------- | --- | --- |
| Godzina: 20:20 | Pospíšil (Regenda, Ivan) – 42:06 Cehlárik (Slafkovský, Hrivík) – 58:16 Slafkovský (PS) – 65:00 | (0:1, 0:0, 2:1) (OT: 0:0) (SO: 0:1) | 18:39 – Freibergs (Indrašis, Ro. Bukarts) 58:40 – Cibuļskis (Jaks, Indrašis) (EA) 65:00 – Ločmelis (PS) 65:00 – Ločmelis (PS) | Widzów: 9 109 Sędzia główny: Christoffer Holm Kristian Vikman Sędziowie liniowi: Tim Heffner Andreas Hofer |
| Godzina: 20:20 | 10 min. kar                                                                                    |                                     | 10 min. kar | Widzów: 9 109 Sędzia główny: Christoffer Holm Kristian Vikman Sędziowie liniowi: Tim Heffner Andreas Hofer |

| 20 maja 2024 | Szwecja | 3:1 | Francja | Ostravar Aréna, Ostrawa |

| Szczegóły      | Szczegóły | Szczegóły       | Szczegóły                       | Szczegóły                                                                                               |
| -------------- | --- | --------------- | ------------------------------- | --- |
| Godzina: 16:20 | Raymond (Burakovsky, Holmberg) – 28:00 Karlsson (Hedman, Kempe) (PP) – 41:29 Burakovsky (Holmberg) (EN) – 59:56 | (0:0, 1:1, 2:0) | 29:23 – Bertrand (Boudon, Rech) | Widzów: 6 805 Sędzia główny: André Schrader Kristian Vikman Sędziowie liniowi: Tim Heffner Daniel Hynek |
| Godzina: 16:20 | 4 min. kar |                 | 6 min. kar                      | Widzów: 6 805 Sędzia główny: André Schrader Kristian Vikman Sędziowie liniowi: Tim Heffner Daniel Hynek |

| 20 maja 2024 | Kazachstan | 3:1 | Polska | Ostravar Aréna, Ostrawa |

| Szczegóły      | Szczegóły                                                                                | Szczegóły       | Szczegóły                                | Szczegóły |
| -------------- | ---------------------------------------------------------------------------------------- | --------------- | ---------------------------------------- | --- |
| Godzina: 20:20 | Mikczailis (Szestakow) – 12:35 Orekczow (Mikczailis, Danijar) – 50:20 Starczenko – 54:25 | (1:1, 0:0, 0:2) | 09:11 – Wałęga (Łyszczarczyk, Bryk) (PP) | Widzów: 9 109 Sędzia główny: Andris Ansons Sean MacFarlane Sędziowie liniowi: Ludvig Lundgren Anders Nyqvist |
| Godzina: 20:20 | 10 min. kar                                                                              |                 | 4 min. kar                               | Widzów: 9 109 Sędzia główny: Andris Ansons Sean MacFarlane Sędziowie liniowi: Ludvig Lundgren Anders Nyqvist |

| 21 maja 2024 | Francja | 3:6 | Niemcy | Ostravar Aréna, Ostrawa |

| Szczegóły      | Szczegóły                                                                                                 | Szczegóły       | Szczegóły | Szczegóły                                                                                                   |
| -------------- | --- | --------------- | --- | --- |
| Godzina: 12:20 | Claireaux (Addamo, Perret) – 16:49 Rech (Boudon, Chakiachvili) – 21:09 Treille (T. Bozon, Guebey) – 26:18 | (1:1, 2:3, 0:2) | 19:04 – Michaelis (Kahun, Ehliz) 25:56 – Kalble (Stachowiak, Peterka) 31:01 – Stachowiak (Reichel) 31:23 – Kastner (Michaelis, Szuber) 41:19 – Stachowiak 44:50 – Reichel (Sturm, Pföderl) (PP) | Widzów: 9 109 Sędzia główny: Christoffer Holm Tomáš Hronský Sędziowie liniowi: Daniel Hynek Ludvig Lundgren |
| Godzina: 12:20 | 16 min. kar                                                                                               |                 | 29 min. kar | Widzów: 9 109 Sędzia główny: Christoffer Holm Tomáš Hronský Sędziowie liniowi: Daniel Hynek Ludvig Lundgren |

| 21 maja 2024 | Łotwa | 3:6 | Stany Zjednoczone | Ostravar Aréna, Ostrawa |

| Szczegóły      | Szczegóły                                                                                               | Szczegóły       | Szczegóły | Szczegóły                                                                                          |
| -------------- | --- | --------------- | --- | -------------------------------------------------------------------------------------------------- |
| Godzina: 16:20 | Krastenbergs (Tralmaks, Gudļevskis) – 23:35 Tralmaks (Zīle, Laviņš) – 44:44 Mamčics (Daugaviņš) – 45:00 | (0:2, 1:1, 2:3) | 01:23 – Tkachuk (Caufield) 13:20 – Werenski (Caufield, Pinto) 22:34 – Caufield (Boldy, Tkachuk) (PP) 40:15 – Boldy (Werenski, Jones) 48:46 – Caufield (Pinto) 59:15 – Farabee (SH, EN, AG) | Widzów: 8 924 Sędzia główny: Riku Brander Mikael Holm Sędziowie liniowi: Tim Heffner Andreas Hofer |
| Godzina: 16:20 | 12 min. kar                                                                                             |                 | 18 min. kar | Widzów: 8 924 Sędzia główny: Riku Brander Mikael Holm Sędziowie liniowi: Tim Heffner Andreas Hofer |

| 21 maja 2024 | Szwecja | 6:1 | Słowacja | Ostravar Aréna, Ostrawa |

| Szczegóły      | Szczegóły | Szczegóły       | Szczegóły                        | Szczegóły |
| -------------- | --- | --------------- | -------------------------------- | --- |
| Godzina: 20:20 | Raymond (Hedman, Kempe) (PP) – 02:20 Karlsson (Holmberg, Raymond) – 27:31 Burakovsky (Karlsson, Zetterlund) (PP) – 32:38 Lundeström (Olofsson) – 33:15 Eriksson Ek (Brodin) (SH) – 49:15 Eriksson Ek (Karlsson, Dahlin) – 57:35 | (1:0, 3:0, 2:1) | 50:49 – Ivan (Tatar, Slafkovský) | Widzów: 9 109 Sędzia główny: Sean MacFarlane André Schrader Sędziowie liniowi: Nick Briganti Shane Gustafson |
| Godzina: 20:20 | 12 min. kar |                 | 12 min. kar                      | Widzów: 9 109 Sędzia główny: Sean MacFarlane André Schrader Sędziowie liniowi: Nick Briganti Shane Gustafson |

## Awans do fazy pucharowej
Drużyny zakwalifikowane do fazy pucharowej:
| Grupa | Pierwsze miejsca | Drugie miejsca    | Trzecie miejsca | Czwarte miejsca |
| ----- | ---------------- | ----------------- | --------------- | --------------- |
| A     | Kanada           | Szwajcaria        | Czechy          | Finlandia       |
| B     | Szwecja          | Stany Zjednoczone | Niemcy          | Słowacja        |

## Faza pucharowa
|  |                        |                   |                      |                      |    |           |                      |                      |                      |                      |                   |       |       |
|  | Ćwierćfinały           | Ćwierćfinały      | Ćwierćfinały         |                      |    | Półfinały | Półfinały            | Półfinały            |                      |                      | Finał             | Finał | Finał |
|  | Ćwierćfinały           | Ćwierćfinały      | Ćwierćfinały         |                      |    | Półfinały | Półfinały            | Półfinały            |                      |                      | Finał             | Finał | Finał |
|  | 23 maja 2024 – Ostrawa |                   |                      |                      |    |           |                      |                      |                      |                      |                   |       |       |
|  |                        |                   |                      |                      |    |           |                      |                      |                      |                      |                   |       |       |
|  | Szwecja                | Szwecja           | 2^                   |                      |    |           |                      |                      |                      |                      |                   |       |       |
|  | Szwecja                | Szwecja           | 2^                   | 25 maja 2024 – Praga |    |           |                      |                      |                      |                      |                   |       |       |
|  | Finlandia              | Finlandia         | 1                    |                      |    |           |                      |                      |                      |                      |                   |       |       |
|  | Finlandia              | Finlandia         | 1                    |                      |    | Szwecja   | Szwecja              | 3                    |                      |                      |                   |       |       |
|  | 23 maja 2024 – Praga   |                   |                      |                      |    | Szwecja   | Szwecja              | 3                    |                      |                      |                   |       |       |
|  |                        |                   | Czechy               | Czechy               | 7  |           |                      |                      |                      |                      |                   |       |       |
|  | Stany Zjednoczone      | Stany Zjednoczone | Czechy               | Czechy               | 7  | 0         |                      |                      |                      |                      |                   |       |       |
|  | Stany Zjednoczone      | Stany Zjednoczone |                      |                      |    | 0         | 26 maja 2024 – Praga |                      |                      |                      |                   |       |       |
|  | Czechy                 | Czechy            | 1                    |                      |    |           |                      |                      |                      |                      |                   |       |       |
|  | Czechy                 | Czechy            | 1                    |                      |    | Czechy    | Czechy               | 2                    |                      |                      |                   |       |       |
|  | 23 maja 2024 – Praga   |                   |                      |                      |    | Czechy    | Czechy               | 2                    |                      |                      |                   |       |       |
|  |                        |                   | Szwajcaria           | Szwajcaria           | 0  |           |                      |                      |                      |                      |                   |       |       |
|  | Kanada                 | Kanada            | Szwajcaria           | Szwajcaria           | 0  | 6         |                      |                      |                      |                      |                   |       |       |
|  | Kanada                 | Kanada            | 25 maja 2024 – Praga |                      |    | 6         |                      |                      |                      |                      |                   |       |       |
|  | Słowacja               | Słowacja          | 3                    |                      |    |           |                      |                      |                      |                      |                   |       |       |
|  | Słowacja               | Słowacja          | 3                    |                      |    | Kanada    | Kanada               | 2                    | Mecz o 3. miejsce    | Mecz o 3. miejsce    | Mecz o 3. miejsce |       |       |
|  | 23 maja 2024 – Ostrawa |                   |                      |                      |    | Kanada    | Kanada               | 2                    | Mecz o 3. miejsce    | Mecz o 3. miejsce    | Mecz o 3. miejsce |       |       |
|  |                        |                   | Szwajcaria           | Szwajcaria           | 3^ |           |                      | 26 maja 2024 – Praga | 26 maja 2024 – Praga | 26 maja 2024 – Praga |                   |       |       |
|  | Szwajcaria             | Szwajcaria        | Szwajcaria           | Szwajcaria           | 3^ | 3         |                      | 26 maja 2024 – Praga | 26 maja 2024 – Praga | 26 maja 2024 – Praga |                   |       |       |
|  | Szwajcaria             | Szwajcaria        |                      |                      |    |           |                      | Kanada               | Kanada               | 2                    |                   |       |       |
|  | Niemcy                 | Niemcy            | 1                    |                      |    |           |                      |                      | Kanada               | 2                    |                   |       |       |
|  | Niemcy                 | Niemcy            | 1                    |                      |    |           |                      | Szwecja              | Szwecja              | 4                    |                   |       |       |
|  |                        |                   |                      |                      |    |           |                      |                      | Szwecja              | 4                    |                   |       |       |

^ – zwycięstwo w dogrywce / rzutach karnych

### Ćwierćfinały
| 23 maja 2024 | Kanada | 6:3 | Słowacja | O2 Arena, Praga |

| Szczegóły      | Szczegóły | Szczegóły       | Szczegóły                                                                                     | Szczegóły                                                                                                |
| -------------- | --- | --------------- | --------------------------------------------------------------------------------------------- | --- |
| Godzina: 16:20 | McCann (Parayko) – 02:45 Dubois (Byram, Tavares) – 04:15 Paul (Bedard, Guenther) – 23:48 Guenther (Paul, Hagel) – 46:20 Tanev (Severson, Mercer) – 46:40 Paul (EN) – 59:10 | (2:1, 1:0, 3:2) | 07:56 – Cehlárik (Slafkovský) 47:08 – Kelemen (Regenda) 56:57 – Hrivík (Hudáček, Nemec) (PP2) | Widzów: 17 275 Sędzia główny: Martin Fraňo Mikko Kaukokari Sędziowie liniowi: Kevin Briganti Dāvis Zunde |
| Godzina: 16:20 | 10 min. kar |                 | 12 min. kar                                                                                   | Widzów: 17 275 Sędzia główny: Martin Fraňo Mikko Kaukokari Sędziowie liniowi: Kevin Briganti Dāvis Zunde |

| 23 maja 2024 | Szwajcaria | 3:1 | Niemcy | Ostravar Aréna, Ostrawa |

| Szczegóły      | Szczegóły                                                                                                   | Szczegóły       | Szczegóły                       | Szczegóły                                                                                               |
| -------------- | --- | --------------- | ------------------------------- | --- |
| Godzina: 16:20 | Bertschy (SH) – 07:22 Hischier (Siegenthaler, Fiala) – 16:28 Bertschy (Thürkauf, Siegenthaler) (EN) – 59:02 | (2:0, 0:1, 1:0) | 31:33 – Kahun (Stachowiak) (PP) | Widzów: 6 583 Sędzia główny: Riku Brander Mikael Holm Sędziowie liniowi: Shane Gustafson Anders Nyqvist |
| Godzina: 16:20 | 8 min. kar                                                                                                  |                 | 6 min. kar                      | Widzów: 6 583 Sędzia główny: Riku Brander Mikael Holm Sędziowie liniowi: Shane Gustafson Anders Nyqvist |

| 23 maja 2024 | Stany Zjednoczone | 0:1 | Czechy | O2 Arena, Praga |

| Szczegóły      | Szczegóły  | Szczegóły       | Szczegóły                             | Szczegóły |
| -------------- | ---------- | --------------- | ------------------------------------- | --- |
| Godzina: 20:20 |            | (0:0, 0:1, 0:0) | 26:39 – Zacha (Špaček, Červenka) (PP) | Widzów: 17 413 Sędzia główny: Tobias Björk Michael Campbell Sędziowie liniowi: Tarrington Wyonzek Emil Yletyinen |
| Godzina: 20:20 | 4 min. kar |                 | 6 min. kar                            | Widzów: 17 413 Sędzia główny: Tobias Björk Michael Campbell Sędziowie liniowi: Tarrington Wyonzek Emil Yletyinen |

| 23 maja 2024 | Szwecja | 2:1 pd. | Finlandia | Ostravar Aréna, Ostrawa |

| Szczegóły      | Szczegóły                                                                      | Szczegóły                 | Szczegóły                                    | Szczegóły                                                                                                |
| -------------- | ------------------------------------------------------------------------------ | ------------------------- | -------------------------------------------- | --- |
| Godzina: 20:20 | Dahlin (Lundeström, Raymond) – 55:02 Eriksson Ek (Hedman, Dahlin) (PP) – 65:54 | (0:0, 0:0, 1:1) (OT: 1:0) | 59:02 – Björninen (Puustinen, Lehtonen) (EA) | Widzów: 6 691 Sędzia główny: Andris Ansons Sean MacFarlane Sędziowie liniowi: Nick Briganti Daniel Hynek |
| Godzina: 20:20 | 2 min. kar                                                                     |                           | 8 min. kar                                   | Widzów: 6 691 Sędzia główny: Andris Ansons Sean MacFarlane Sędziowie liniowi: Nick Briganti Daniel Hynek |

### Półfinały
| 25 maja 2024 | Szwecja | 3:7 | Czechy | O2 Arena, Praga |

| Szczegóły      | Szczegóły                                                                                            | Szczegóły       | Szczegóły | Szczegóły                                                                                                   |
| -------------- | --- | --------------- | --- | --- |
| Godzina: 14:20 | Johansson – 03:39 Pettersson (Kempe, Eriksson Ek) – 08:08 Eriksson Ek (Raymond, Dahlin) (PP) – 35:30 | (2:2, 1:3, 0:2) | 07:48 – Kubalík (Nečas, Kundrátek) 09:37 – Kämpf (Nečas) 26:05 – Kaše (Sedlák) 26:21 – Nečas (Kubalík, Kämpf) 29:03 – Kubalík (Kempný, Nečas) 45:40 – Sedlák (Kaše) 53:42 – Sedlák | Widzów: 17 413 Sędzia główny: Andris Ansons Kristian Vikman Sędziowie liniowi: Kevin Briganti Nick Briganti |
| Godzina: 14:20 | 6 min. kar                                                                                           |                 | 12 min. kar | Widzów: 17 413 Sędzia główny: Andris Ansons Kristian Vikman Sędziowie liniowi: Kevin Briganti Nick Briganti |

| 25 maja 2024 | Kanada | 2:3 pk. | Szwajcaria | O2 Arena, Praga |

| Szczegóły      | Szczegóły                                                                                  | Szczegóły                           | Szczegóły | Szczegóły                                                                                          |
| -------------- | ------------------------------------------------------------------------------------------ | ----------------------------------- | --- | -------------------------------------------------------------------------------------------------- |
| Godzina: 18:20 | Tanev (Zellweger, Dubois) – 34:07 Tavares (Bedard, Power) (PP) – 57:53 Bedard (PS) – 65:00 | (0:2, 1:0, 1:0) (OT: 0:0) (SO: 1:2) | 15:06 – Fiala (Loeffel, Andrighetto) (PP) 17:16 – Niederreiter (Josi, Fiala) (PP) 65:00 – Fiala (PS) 65:00 – Andrighetto (PS) | Widzów: 11 159 Sędzia główny: Mikael Holm Jan Hribik Sędziowie liniowi: Ludvig Lundgren Josef Špůr |
| Godzina: 18:20 | 12 min. kar                                                                                |                                     | 10 min. kar | Widzów: 11 159 Sędzia główny: Mikael Holm Jan Hribik Sędziowie liniowi: Ludvig Lundgren Josef Špůr |

### Mecz o trzecie miejsce
| 26 maja 2024 | Szwecja | 4:2 | Kanada | O2 Arena, Praga |

| Szczegóły      | Szczegóły | Szczegóły       | Szczegóły                                                             | Szczegóły                                                                                                   |
| -------------- | --- | --------------- | --------------------------------------------------------------------- | --- |
| Godzina: 15:20 | Grundström (L. Johansson, Dahlin) – 12:05 Karlsson (Burakovsky, M. Johansson) – 49:35 Grundström – 53:42 M. Johansson (Brodin, Lundeström) (EN) – 59:55 | (1:0, 0:1, 3:1) | 22:41 – Cozens (Oleksiak, Mangiapane) 44:18 – Dubois (Hagel, Tavares) | Widzów: 14 929 Sędzia główny: Mikko Kaukokari Sean MacFarlane Sędziowie liniowi: Daniel Hynek Jiří Ondráček |
| Godzina: 15:20 | 2 min. kar |                 | 4 min. kar                                                            | Widzów: 14 929 Sędzia główny: Mikko Kaukokari Sean MacFarlane Sędziowie liniowi: Daniel Hynek Jiří Ondráček |

### Finał
| 26 maja 2024 | Szwajcaria | 0:2 | Czechy | O2 Arena, Praga |

| Szczegóły      | Szczegóły  | Szczegóły       | Szczegóły                                                               | Szczegóły                                                                                                   |
| -------------- | ---------- | --------------- | ----------------------------------------------------------------------- | --- |
| Godzina: 20:20 |            | (0:0, 0:0, 0:2) | 49:13 – Pastrňák (Kundrátek, Hájek) 59:41 – Kämpf (Kubalík, Nečas) (EN) | Widzów: 17 413 Sędzia główny: Michael Campbell Mikael Holm Sędziowie liniowi: Nick Briganti Ludvig Lundgren |
| Godzina: 20:20 | 4 min. kar |                 | 4 min. kar                                                              | Widzów: 17 413 Sędzia główny: Michael Campbell Mikael Holm Sędziowie liniowi: Nick Briganti Ludvig Lundgren |

## Klasyfikacja końcowa
| Msc. | Reprezentacja     |
| ---- | ----------------- |
|      | Czechy            |
|      | Szwajcaria        |
|      | Szwecja           |
| 4    | Kanada            |
| 5    | Stany Zjednoczone |
| 6    | Niemcy            |
| 7    | Słowacja          |
| 8    | Finlandia         |
| 9    | Łotwa             |
| 10   | Austria           |
| 11   | Norwegia          |
| 12   | Kazachstan        |
| 13   | Dania             |
| 14   | Francja           |
| 15   | Wielka Brytania   |
| 16   | Polska            |

| Spadek do I Dywizji Grupy A w 2025: | Wielka Brytania Polska |
| Awans do turnieju MŚ Elity w 2025:  | Węgry Słowenia         |